# Caenanthura gutui
Caenanthura gutui là một loài chân đều trong họ Anthuridae. Loài này được Negoescu miêu tả khoa học năm 1997.